# Passaloecus borealis
Passaloecus borealis är en stekelart som beskrevs av Anders Gustav Dahlbom 1844. Passaloecus borealis ingår i släktet Passaloecus, och familjen Crabronidae. Arten är reproducerande i Sverige.